# Noční bojová hra
Noční bojová hra (hovorově označovaná  noční bojovka) je herní pohybová aktivita ve venkovním prostředí. Hraje se často na dětském letním táboře, ale zahrát si ji mohou i dospělí. 

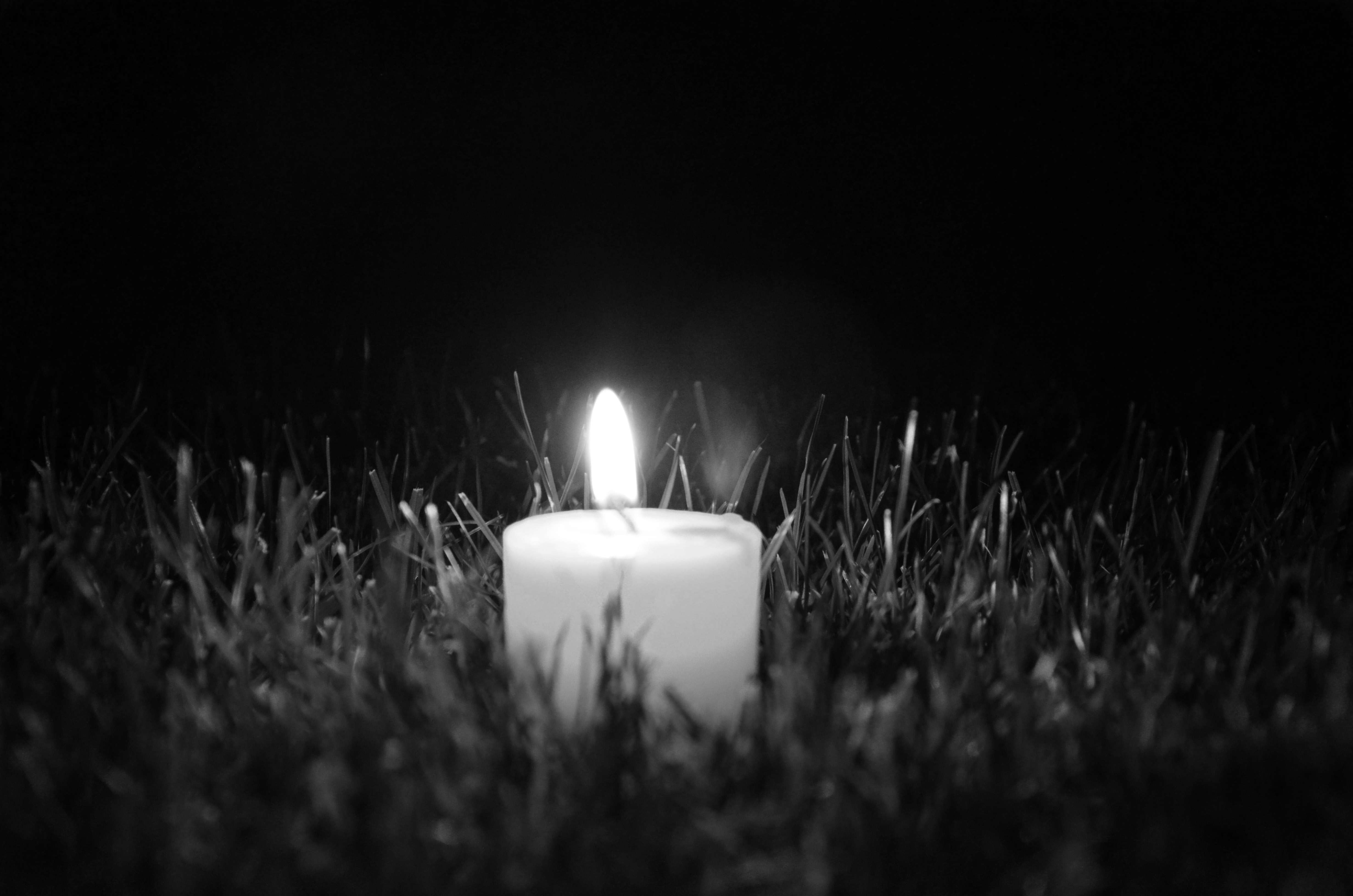
svíčka na noční bojovce

## Průběh noční bojové hry
Noční bojové hry začínají obvykle po setmění a účastníci se na ně vydávají po jednom nebo v malých skupinkách. Trasy jsou světelně vyznačeny, nejčastěji powder tyčkami (tj. chemické světlo, které se zlomením rozsvítí). Dalšími světelnými elementy mohou být svíčky, například v zavařovacích sklenicích. Trasa vede nejčastěji lesem a světélka, která udávají směr cesty, navozují až strašidelnou atmosféru. Cílem hry je překonat strach a projít trasu až do cíle. Většina účastníků nočních bojovek zažívá při procházce tmavým lesem tísnivý pocit a obavu, že se na každém kroku může, zcela nečekaně, objevit nějaké strašidlo.

## Úkoly na trase
Úkoly je třeba převážně plnit na osvětlených stanovištích. Na těchto stanovištích mohou, být pořadatelé, případně osoby jim pomáhající. Úkoly lze dělit na logické nebo vědomostní a fyzické.

### Logické a vědomostní úkoly
Logické hry pro děti by měly být odpovídající věku dětí. Například různé hledání rozdílů v obrázcích, skládání puzzlí na čas, apod. Pokud jde o klasické dětské puzzle, kdy je účelem složit obrázek co nejrychleji, pak by u tohoto stanoviště by měla být osoba, která měří každému účastníkovi čas. Dalším typem úkolů může být luštění nějaké šifry či zapamatování si nějakého textu během trasy, který může sloužit na konci jako heslo k pokladu. Často se vyskytují na trase i vědomostní otázky.

### Fyzické úkoly
Na trase se účastník setká i s fyzickými úkoly. Třeba při cestě lesem něco sebrat z větve na stromě, k čemuž se musí natáhnout či povyskočit. Na dalším stanovišti zas může házet míčky do nějaké nádoby z určité vzdálenosti či dělat dřepy, nebo kliky.